# OZMA
OZMA è il secondo album dei Melvins, pubblicato nel 1989 dalla Boner Records. Love Thing è una cover dei Kiss del pezzo Love Theme (from Kiss). Creepy Smell include l'intro del pezzo Living in Sin, tratto dall'album solista di Gene Simmons. Candy-O è una cover dei Cars. Leeech è una cover dei Green River.
Le tracce dalla 18 alla 33 fanno parte dell'album Gluey Porch Treatments del 1987, e sono presenti solo sulla versione CD dell'album. La lista tracce sul CD indica 34 tracce, ma i pezzi Exact Paperbacks e Happy Grey Or Black sono uniti nella traccia 23, quindi il CD indica solo 33 tracce.

## Tracce
1. Vile (Osborne) - 3:47
2. Oven (Osborne) - 1:28
3. At A Crawl (Osborne) - 2:46
4. Let God Be Your Gardener (Osborne) - 1:52
5. Creepy Smell (Osborne) - 2:04
6. Kool Legged (Osborne) - 2:48
7. Green Honey (Osborne) - 1:13
8. Agonizer (Osborne) - 1:40
9. Raise A Paw (Osborne) - 1:11
10. Love Thing (Criss/Frehley/Simmons/Stanley) - 1:17
11. Ever Since My Accident (Osborne) - 1:30
12. Revulsion/We Reach (Osborne) - 6:21
13. Dead Dressed (Osborne) - 2:07
14. Cranky Messiah (Osborne) - 1:25
15. Claude (Osborne) - 1:15
16. My Small Percent Shows Most (Osborne) - 0:58
17. Candy-O (Ocasek) - 1:27
18. Eye Flys (Osborne) - 6:15
19. Echo Head/Don't Piece Me (Osborne) - 2:49
20. Heater Moves And Eyes (Osborne) - 3:54
21. Steve Instant Newman (Osborne) - 1:31
22. Influence Of Atmosphere (Osborne) - 1:51
23. Exact Paperbacks/Happy Grey Or Black (Osborne) - 2:45
24. Leeech (Arm/Turner) - 2:32
25. Glow Gold (Osborne) - 0:50
26. Big As A Mountain (Osborne) - 0:57
27. Heaviness Of My Load (Osborne) - 3:06
28. Flex With You (Osborne) - 0:54
29. Bitten Into Sympathy (Osborne) - 1:44
30. Gluey Porch Treatments (Osborne) - 0:48
31. Clipping Roses (Osborne) - 0:49
32. As Was It (Osborne) - 2:51
33. Over The Under Excrement (Osborne) - 4:38

## Formazione
- Buzz Osborne - voce, chitarra
- Lori Black - basso tracce 1-17
- Matt Lukin - basso, voce tracce 18-33
- Dale Crover - batteria, cori